# Lenny Lipton

Leonard Lipton (18. maj 1940 – 5. oktober 2022) var en amerikansk forfatter, filminstruktør, sangtekstforfatter og opfinder. I en alder af 19 år skrev Lipton digtet, der blev grundlaget for sangteksterne til " Puff, den magiske drage ". Han skrev bøger om uafhængig filmproduktion og blev en pioner inden for feltet af projiceret tredimensionelt billede. Leonard Lipton udviklede 3D-bioteknologi, der anvendes i RealD 3D- biografer. Hans teknologi bruges til at vise 3D-film på mere end 30.000 biografskærme over hele verden.
I 2021 udgav han "Biografen i Forandring", en 800-siders illustreret bog om historien bag biografteknologi.

## Tidligt liv
Lipton blev født i Brooklyn, New York . Han læste fysik på Cornell University efter først at have startet på elektroteknik. Som en selvbeskrevet "middelmådig studerende" begyndte han først at udmerke sig, da han fandt et felt, han elskede. Lipton opfordrede skoler til at være mere "accepterende overfor ekscentriske personer med et anderledes synspunkt, fordi det er os, der gør forskellen." 

## Karriere

### Puff, den magiske drage
Lipton var 19 år, da han skrev digtet, der blev tilpasset til sangteksterne for sangen fra 1963 " Puff, den magiske drage ", fremført af Peter, Paul og Mary . Hans inspiration var et digt fra 1936 af Ogden Nash, " Historien om Custard Dragen ". Pirater og drager var dengang almindelige interesser i historier for drenge", sagde Lipton. "Historien om Puff er faktisk meget lig Peter Pan." Lipton brugte årtier på at benægte, at sangen handlede om marihuana, og troede, at myten blev skabt af New York-kolonnisten Dorothy Kilgallen . 

### Uafhængige film
I 1960'erne optog Lipton flere eksperimentelle film på 16 mm papir, de fleste med en varighed på under 10 minutter. Den mest kendte, Let a Thousand Parks Bloom, en 27-minutters film om Berkeley's People'sFolkepark, blev vist på Tate Liverpool Museum og Whitney Museum of American Art.   I det følgende årti skrev han to bøger om teknologier og metoder for uafhængige filmskabere: "Uafhængig Filmproduktion" (1972) og "Super 8-bogen" (1975). "Lipton om Filmlavning", en samling af hans magasinartikler, blev udgivet i 1979. 

### Stereografi
Lipton var en pioner inden for projiceret tredimensionelt billede og var en af skaberne af den elektroniske stereoskopiske displayindustri   Hans interesse stammede tilbage fra hans barndom i New York, hvor han besøgte biografer, der viste nogle film i 3D . Han tegnede sine egne 3D-tegneserier ved hjælp af røde og grønne farveblyanter på kalkerpapir, som blev set gennem primitive briller lavet af paprør og forstørrelsesglas. 
Royalties fra "Puff, den Magiske Drage" og "Uafhængig Filmproduktion", der forblev i tryk i 20 år, gav Lipton en uafhængig indkomst, der gjorde det muligt for ham at forfølge sine interesser. Hans karriere inden for stereoskopisk display begyndte at tage form omkring 1972. I en tidlig periode fungerede han som "konvergensindstiller" for 3D-filmen "Rottweiler: Hunde fra Helvede" fra 1983, hvor han bestemte den optimale position for at krydse de dobbelte linseakser for hver optagelse. Efter at have set en scene fra filmen, var det tekniske personale fra Universal imponeret over det stereoskopiske billede. 
Han byggede en prototype af et flimmerfrit, sekventielt 3D-display system og grundlagde StereoGraphics Corporation i 1980 for at finansiere udviklingen. Systemet virkede ved at fordoble visningshastigheden af billeder, og overvandt dermed et problem, der er iboende i 3D-filmprojektion, hvor hvert øje kun ser halvdelen af de tilgængelige billeder.  I 1989 patenterede han det aktive ZScreen polarisationsfilter, der bruger et cirkulært polariseret flydende krystalfilter placeret foran en projektor, som så kan vise både venstre og højre halvdele af et stereopar . Efter at Real D Cinema erhvervede StereoGraphics i 2005, blev teknologien grundlaget for RealD biografsystemet.  Systemet bruges i mere end 30.000 over hele verden.  Lipton var teknologichef hos RealD indtil 2009, hvor han forlod for at lave uafhængig konsulentarbejde. 
Lipton udgav sin definitive behandling af emnet, Foundations of the Stereoscopic Cinema: A Study in Depth, i 1982.  I 2011 tildelte International 3D Society ham sin Century Award for Lifetime Achievement.  2015 havde han 68 patenter relateret til stereografi. 

### Filmteknologiens historie
I 2021 udgav Lipton The Cinema in Flux: The Evolution of Motion Picture Technology from the Magic Lantern to the Digital Era.  I den 800-siders lange illustrerede bog argumenterer Lipton for, at filmskabere fejlagtigt betragter opfindelser, der gik forud for 19. århundredes filmkameraer fra Thomas Edison og Lumières -brødrene, som præhistorie. Lipton fastsætter mediets oprindelse til 1659 og den hollandske fysiker Christiaan Huygens ' opfindelse af den magiske lanterne, hvilket markerede første gang, bevægelige billeder blev projiceret på en skærm. Bogen deler historien op i tre æraer: glas, celluloid og digital. Fluxs ' oprindelse går tilbage til 2009, da Lipton talte på Cinémathèque Française, hvis museum tilfældigvis udstillede en historie om tryllelygteteknologi. Hans efterfølgende forskning førte ham til Academy of Motion Pictures Arts and Sciences Margaret Herrick Library, Society of Motion Picture and Television Engineers digitale bibliotek, The Library of Congresss samling af filmperiodika og omkring 400 bøger. 
Filmhistorikeren Laurent Mannoni, kurator for samlinger på Cinémathèque Française, skrev, at bogen repræsenterer "første gang, at denne omfattende tekniske og æstetiske historie er blevet fortalt af en opfinder-tekniker-fysiker-industriel, der selv har indgivet patenter for filmopfindelser, drevet et firma og lavet film. Hans synspunkt er både autoritativt og fascinerende, da ingen konventionel historiker indtil nu har haft så forskelligartede kvalifikationer...." 
I sit forord skrev Douglas Trumbull, at Lipton "er på sporet af et afgørende vigtigt sammenfald mellem illusionen af bevægelse og historien indeholdt i denne illusion." Hver ny innovation rejser spørgsmålet om, hvorvidt biografen vil blive "en endnu mere kraftfuld juggernaut af immersiv og oplevelsesmæssig teknisk perfektion"—en forlystelsesparktur uden hjerte—eller forblive en følelsesmæssig oplevelse, der stoler på de traditionelle talenter af manuskriptforfattere, instruktører og skuespillere. "Lenny Lipton leverer den baggrund, vi har brug for at sikre, at vores elskede kunstform ikke går af sporet." 

## Personligt liv og død
Lipton var gift med Julie og havde fire børn. Han døde af hjernekræft i Los Angeles den 5. oktober 2022 i en alder af 82. 

## Bøger
- Independent Filmmaking (1972) [19]
- The Super 8 Book (1975) [20]
- Lipton om filmskabelse (1979) [21]
- Foundations of the Stereoscopic Cinema: A Study in Depth (1982) [22]
- The CrystalEyes Handbook (1991) [23]
- Puff, the Magic Dragon: Peter Yarrow, Lenny Lipton, Eric Puybaret (2007) [24]
- The Cinema in Flux: The Evolution of Motion Picture Technology from the Magic Lantern to the Digital Era (2021) [25]

## eksterne links
- Lenny Lipton, officiel hjemmeside: LennyLipton.com
- New York Times nekrolog, 21. oktober 2022
- Lenny Lipton, Real D CTO, bio Arkiveret 7. november 2017 hos  Wayback Machine
- Lipton om The History of Movie Making : The Advanced Imaging Society podcast
- Hvem er Lenny Lipton? Om opfinder og Chief Technical Officer for RealD gennem 2008
- Stereoskopiske skærme og applikationer virtuelt bibliotek
- Lipton Lenny Lipton på Discogs (engelsk)
- Lenny Lipton på Internet Movie Database (engelsk)